# Tonino Martino
Tonino Martino (Turrivalignani, 13 giugno 1969) è un allenatore di calcio ed ex calciatore italiano, di ruolo centrocampista.

## Caratteristiche tecniche

### Giocatore
Da calciatore ha ricoperto il ruolo di centrocampista esterno.

## Carriera
Esordisce col Penne e col Celano Olimpia, per poi passare nel 1991 al Lanciano in Serie C2. La stagione successiva va al Castel di Sangro, sempre in Serie C2: vi resterà sino al gennaio 1998, raggiungendo nel 1996 la promozione in Serie B.
Nel gennaio 1998 passa all'Empoli in Serie A, dove esordisce in massima serie e raccoglie 10 presenze. Per la stagione 1998-1999 si accasa alla Reggina, che in quella stagione raggiunge la prima promozione in Serie A, avallata proprio dal decisivo gol di Martino in Torino-Reggina (1-2) il 13 giugno 1999. La stagione successiva raccoglie altre 9 presenze in Serie A con la squadra amaranto giocando tra l'altro assieme ad Andrea Pirlo, per poi passare a gennaio al Savoia in Serie B, squadra che a fine stagione retrocede in Serie C1.
Dal 2000 al 2002 è al Livorno, dove disputa due campionati di Serie C1, conquistando nella seconda stagione la promozione in Serie B.
Per la stagione 2002-2003 resta in terza serie, tornando dopo dieci anni al Lanciano. Fra il 2003 e il 2005 è al Brindisi, disputando un campionato di Serie C2, e militando nella squadra pugliese anche la stagione successiva, dopo il fallimento, in Eccellenza. Nel 2005 è tornato al Castel di Sangro in Promozione, raggiungendo la promozione in Eccellenza nella stagione 2006-2007, come capitano della squadra. Nel dicembre 2009 chiude l'esperienza a Castel di Sangro e si accasa allo Sporting Scalo sempre in Eccellenza Abruzzo.
Nella stagione 2010-2011 a 40 anni diventa allenatore-calciatore nel Casoli di Atri in Promozione, l'anno seguente è a Popoli in Seconda Categoria abruzzese dove chiude definitivamente con il calcio giocato. Successivamente allena in Seconda Categoria abruzzese prima il Decontra Scafa nel 2013-2014 e poi il Popoli dove torna in veste di tecnico per la stagione 2014-2015.
Sposatosi con una Reggina, farà casa a Reggio allenando in squadre cittadine giovanili.
Nella stagione 2018-2019 il suo amico Emanuele Belardi lo chiama alla Reggina per fare da allenatore e osservatore di nuovi talenti, tornando quindi a Reggio Calabria a 18 anni dal suo storico gol che valse la promozione in Serie A. Allenerà i giovani nella scuola calcio di un suo ex compagno alla Reggina "La scuola calcio Francesco Cozza (calciatore)" e nel 2023 passerà ai giovani reggini del Valanidi. 

## Palmarès

### Giocatore

#### Club

##### Competizioni nazionali
- Campionato italiano Serie C1: 1

Livorno: 2001-2002 (girone A)

##### Competizioni regionali
- Promozione: 1

Castel di Sangro: 2006-2007 (girone A)